# سيمون رايت
سيمون رايت (بالإنجليزية: Simon Wright )‏ (و. 1963  م) هو طبال بريطاني، ولد في مانشستر.

## روابط خارجية
- سيمون رايت على موقع IMDb (الإنجليزية)
- سيمون رايت على موقع ميوزك برينز (الإنجليزية)
- سيمون رايت على موقع أول ميوزيك (الإنجليزية)
- سيمون رايت على موقع ديسكوغز (الإنجليزية)
- سيمون رايت على موقع قاعدة بيانات الفيلم (الإنجليزية)